# Enicospilus zebrus
Enicospilus zebrus (лат.) — вид наездников рода Enicospilus из семейства Ichneumonidae (Ophioninae). Вьетнам, Китай, Мьянма.

## Описание
Наездники средних размеров, длина менее 2 см. От близких видов отличается следующими признаками: межоцеллярная (между оцеллиями) область красновато-коричневая; наличник умеренно выпуклый, вентральный край острый; мандибулы изогнуты на 10°—15°, внешняя поверхность без диагональной сетчатой бороздки; фенестра переднего крыла длинная, переднедистальный угол интерстициальный к RS, с проксимальным, центральным и дистальным склеритами; переднее крыло с затемненными участками, мезосома и метасома с чёрными и жёлтыми отметинами. Дискосубмаргинальная ячейка переднего крыла с обширной голой областью (фенестра); мандибулы узкие; внутренняя поверхность шпоры передней голени без перепончатого валика. Предположительно, как и близкие виды, паразитируют внутри гусениц бабочек.